# Józef Aleksander Kaczocha
Józef Aleksander Kaczocha, występujący często jako Aleksander Kaczocha-Józefski (Józewski) (ur. 3 marca 1906 w Słupcu, zm. 1977) – polski działacz państwowy i ludowy, nauczyciel, poseł do Krajowej Rady Narodowej i na Sejm Ustawodawczy, od marca do kwietnia 1945 pełnomocnik Rządu RP na Okręg Pomorze Zachodnie, następnie do października 1945 wiceminister administracji publicznej.

## Życiorys
Syn Michała i Apolonii. W 1927 ukończył gimnazjum, następnie podjął studia prawnicze na Uniwersytecie Jagiellońskim, które jednak przerwał ze względów materialnych. Ostatecznie w 1950 został absolwentem Szkoły Głównej Planowania i Statystyki. W okresie międzywojennym pracował jako rewident w PSS „Społem” oraz nauczyciel, w 1938 był dyrektorem szkoły w Ociesękach w powiecie kieleckim. Związany był w tym okresie ze Stronnictwem Ludowym oraz Związkiem Młodzieży Wiejskiej RP „Wici”. Podczas II wojny światowej aktywny w ruchu oporu na Kielecczyźnie, został nauczycielem tajnego nauczania.
W czasie II wojny wstąpił do Stronnictwa Ludowego „Wola Ludu”, od 1943 należał do Polskiej Partii Robotniczej. Z rekomendacji „Woli Ludu” w lutym 1944 dokooptowany do składu Krajowej Rady Narodowej (ślubowanie złożył 31 grudnia 1944), następnie był także członkiem Sejmu Ustawodawczego (1947–1952). Od 14 marca do 11 kwietnia był pierwszym pełnomocnikiem Rządu RP) na Okręg Pomorze Zachodnie (odpowiednik wojewody o szerszych kompetencjach). Odwołany już po miesiącu wskutek ambicji PPR, co ciekawe nie przybył na Pomorze Zachodnie, zajmując się jedynie werbowaniem przyszłych szczecińskich urzędników w Warszawie i Poznaniu (formalnie siedzibą pełnomocnika była Piła). W kwietniu 1945 objął funkcję podsekretarza stanu w Ministerstwie Administracji Publicznej, zajmował stanowisko do października 1945. W 1948 został dyrektorem Wydziału Mleczarsko-Jajczarskiego PSS „Społem” i członkiem zarządu zakładów wytwórczych we Włocławku. W ramach Stronnictwa Ludowego obejmował stanowiska członka Naczelnego Komitetu Wykonawczego (1945) i członka Prezydium NKW (1948).